# Naturschutzgebiet Stapelfelder Moor
Das Naturschutzgebiet Stapelfelder Moor liegt im Hamburger Stadtteil Rahlstedt an der Grenze zu Schleswig-Holstein. Das Gelände erhielt am 15. August 1978 seinen Schutzstatus und gehört damit zu den älteren Naturschutzgebieten in Hamburg. Es wird heute vom Landesjagdverband und dem Botanischen Verein Hamburg betreut.

## Beschreibung
Das Gebiet ist auf Hamburger Seite durch eine Erweiterung 2020 von ursprünglich 12 Hektar auf 29 Hektar gewachsen und besteht aus ehemaligem Niedermoorgebiet mit einem zentralen Weiher. Die Grenze zwischen Hamburg und Schleswig-Holstein verläuft mitten durch diesen Weiher, auf schleswig-holsteinischer Seite des Weihers stehen weitere 16 Hektar unter Naturschutz.
Aufgrund des sumpfigen Untergrundes wurde das Gebiet nur sparsam landwirtschaftlich genutzt, allerdings durch einen Graben entwässert. Der zentrale Weiher entstand durch Torfabbau und wurde bis zur Ausweisung als Naturschutzgebiet als Angelteich genutzt. Vom ursprünglichen Moor haben sich so gut wie keine Biotope erhalten, Hauptgrund für den Schutz des Gebietes war die vielfältige Insektenpopulation sowie die Idee in diesem Gebiet die Regeneration eines Moores zu ermöglichen.
Die Ufer und die Verlandungszonen des Weihers sind dicht bewachsen, dabei geht ein massiver Seggengürtel in eine Wiesenbrachfläche und ein Weidendickicht in einen Bruchwald über. Durch die kleinteilig gegliederte Landschaft gibt es hier eine Vielzahl verschiedener Lebensräume. Um diese Kernzone herum wird, wenn auch extensiv, weiterhin Landwirtschaft auf durch Knicks getrennten Weide- und Ackerflächen betrieben. Der hierdurch bedingte Nährstoffeintrag ist für die Pflanzenwelt im und um den Weiher problematisch. Durch einen Entlastungsgraben und Wiedervernässung des Geländes wird seit geraumer Zeit versucht, die ursprünglichen nährstoffarmen Bedingungen wiederherzustellen.
Das Gebiet ist reich an seltenen und gefährdeten Pflanzenarten (beispielsweise Wassernabel, Sumpfblutauge, Froschlöffel, verschiedene Seggenarten und auch ein kleines Areal mit Glockenheide). Moortypische Tierarten sind kaum noch anzutreffen, hervorzuheben sind allerdings die für den Hamburger Raum als gefährdet geführte Große Königslibelle und der Frühe Schilfjäger (auch Kleine Mosaikjungfer). Mit 55 nachgewiesenen Arten präsentiert sich die Vogelwelt aufgrund der unterschiedlichen Biotoptypen vielfältig und individuenreich. Bemerkenswert sind Rohrweihe sowie Krick- und Löffelente.